# Фріц Гюненберґер
Фріц Гюненберґер (14 березня 1897 — 30 серпня 1976) — швейцарський важкоатлет.
Срібний призер Олімпійських Ігор 1920 (до 82,5 кг), 1924 (до 82,5 кг) років.